# Ернст фон Айзенгарт-Роте
Йоганн Людвіг Ернст фон Айзенгарт-Роте (нім. Johann Ludwig Ernst von Eisenhart-Rothe; 21 грудня 1862, Анклам — 23 жовтня 1947, Потсдам) — німецький воєначальник і військовий письменник, генерал піхоти запасу рейхсверу.

## Біографія
Представник знатного бранденбурзького роду. Син радника юстиції Фрідріха фон Айзенгарт-Роте (1819–1880) і його дружини Іди, уродженої фон Лепер (1830–1914).
1 травня 1883 року приєднався до 3-го гвардійського піхотного полку Прусської армії в Берліні як фанен-юнкер. Там він став другим лейтенантом у березні 1884 року та служив ад'ютантом 2-го батальйону з 24 вересня 1899 року. З жовтня 1891 по липень 1894 року навчався у Військовій академії і був підвищений до першого лейтенанта. Він був переведений у гвардійський єгерський батальйон у середині грудня 1893 року. 1 квітня 1895 року відряджений у Великий Генштабу на 2 роки, і після його підвищення до гауптмана 22 березня 1897 року його ненадовго зарахувалитуди. Потім Айзенгарт-Роте був переведений до Генштабу 2-го армійського корпусу 17 квітня 1897 року і повернувся на військову службу як командир роти в 1-му Вармінському піхотному полку №150 з 18 серпня 1899 року по 18 вересня 1901 року. Згодом він обіймав різні посади у Генштабі, а також був викладачем у Військовій академії з 31 липня 1908 року до 12 вересня 1912 року. Потім він був переведений до Великого Генштабу на посаду начальника відділу і вироблений в оберсти 20 травня 1913 року. У зв'язку з цим Айзенгарт-Роте  17 лютого 1914 року був призначений командиром гренадерського полку «Король Фрідріх Вільгельм IV» (1-й Померанський) №2.
З початком Першої світової війни його полк був мобілізований і увійшов до нейтральної Бельгії разом із 3-ю дивізією. Тут бої відбувалися на річці Гетте та в Монсі. Згодом Айзенгарт-Роте повів полк до Франції, а потім назад до Бельгії, де він взяв участь у битві при Іпрі. 30 листопада 1914 року він залишив командування і був переведений до офіцерського корпусу армії. Айзенгарт-Роте отримав нове призначення лише 1 лютого 1915, коли його призначили головним квартирмейстером головнокомандувача на Сході. На цій посаді 18 серпня 1916 року він був підвищений до генерал-майора. З 2 січня 1917 року служив генерал-інтендантом польової армії.
Після закінчення війни він був переведений до Тимчасового рейхсверу і, після переведення в Імперське військове міністерство, 1 жовтня 1919 року був призначений інспектором освіти.  16 червня 1920 року вироблений в генерал-лейтенанти. На вимогу Антанти Айзенгарт-Роте був змушений піти у відставку, яку йому надали 15 червня 1921 року з присвоєнням звання генерала піхоти запасу.

## Сім'я
2 серпня 1893 року одружився в Моріцбурзі з Шарлоттою фон Казимир (1874–1957). В пари народились 8 дітей:
- Доротея Елізабет «Дораліс» (1894) — неодружена.
- Іда Гелена (1896) — вийшла заміж за Герда фон дер Гребен-Візе.
- Фрідріх Карл (1897)
- Артур (1898–1915) — загинув у бою на Східному фронті.
- Ернст (1899)
- Ганс Геннінг (1901–1944) — одружений, оберст вермахту, кавалер Німецького хреста в золоті[2]. Загинув у бою під час Другої світової війни в Белграді.
- Інга-Беата (1909) — медсестра.
- Гец-Крафт (1913) — майор, одружений.

## Нагороди
- Столітня медаль
- Хрест «За вислугу років» (Пруссія) (25 років)
- Залізний хрест 2-го і 1-го класу
- Королівський орден дому Гогенцоллернів, лицарський хрест з мечами (13 листопада 1915)
- Орден Червоного орла 2-го класу з дубовим листям і мечами
- Почесний хрест ветерана війни з мечами